# Australopithecus africanus
Australopithecus africanus là một loài hóa họ người thạch của Australopithecus. Mẫu hóa thạch đầu tiên của loài này, mặc dù không được công nhận vào thời kỳ đó, là một đoạn xương tay tìm thấy trong các địa tầng thuộc thế Pliocen trong khu vực thế Pleistocen ở phía đông hồ Cộng hòa Nam Phi bởi một đội nghiên cứu của Đại học Raymond Dart vào năm 1924.